# Iside (Grandjacquet)
L'Iside (in francese Isis) è una scultura neoclassica dell'artista francese Guillaume-Antoine Grandjacquet, scolpita tra il 1779 e il 1781. Originariamente situata nella villa Borghese Pinciana, nel 1810 venne trasferita al museo del Louvre, dove si trova tuttora, dopo l'acquisto della collezione Borghese da parte di Napoleone Bonaparte.

## Storia
L'opera venne commissionata dal principe Marcantonio IV Borghese per decorare una delle nicchie della sala egizia che aveva fatto ristrutturare all'interno della villa Borghese Pinciana. L'opera faceva da pendant con una statua del dio Osiride, dello stesso autore, situata nel lato opposto della stanza. All'artista venne commissionata anche un'altra statua ritraente la dea egizia, in granitello dell'isola d'Elba, che fu posta vicino alla porta che portava alla sala del Gladiatore (oggi nota come "sala di Enea e Anchise"). Tra il dicembre del 1779 e il settembre del 1781 lo scultore ricevette 510 scudi come pagamento per la statua policroma in pietra di paragone e alabastro, mentre per la statua di granitello ottenne 300 scudi, corrisposti tra il 1781 e il 1782.
Nel 1807, Napoleone acquistò una parte delle opere scultoree della collezione Borghese dall'allora principe Camillo II, inclusa l'Iside. Nel 1808 la cassa con la scultura al suo interno venne depositata presso il porto di Ripa Grande, in attesa del trasferimento via mare, che avvenne solo nel 1809 dal porto di Civitavecchia. Il 21 agosto del 1810, l'opera entrò nelle collezioni del museo del Louvre.

## Descrizione
La statua ritrae Iside, una delle divinità più importanti della mitologia egizia. La dea indossa una lunga veste nera che presenta due ali richiuse sulle sue gambe, mentre un copricapo egizio le cinge il capo. Il volto, le braccia e i piedi furono scolpiti nell'alabastro del monte Circeo. Originariamente erano presenti degli altri attributi, andati perduti: uno scettro nella mano sinistra, un fiore di loto nella destra, e degli ornamenti sul copricapo, tutti realizzati in bronzo dorato. La posa di Iside si ispira a quella di una figura di un rilievo antico andato perduto, ma copiato molte volte nel corso del diciottesimo e del diciassettesimo secolo. L'opera è una testimonianza di come l'egittomania fosse presente nella mentalità degli europei prima ancora della campagna d'Egitto di Napoleone, grazie alla quale questo fenomeno di interesse per la cultura dell'Egitto antico conobbe una grande fortuna in campo artistico e nel campo degli studi.